# پرچینه (طارم)
پرچینه یک منطقهٔ مسکونی در ایران است که در دهستان گیلوان واقع شده‌است. پرچینه ۶۸ نفر جمعیت دارد.